# Двойники
Дво́йники (каз. Двойники) — село у складі району Шал-акина Північноказахстанської області Казахстану. Входить до складу Афанасьєвського сільського округу, раніше входило до складу ліквідованої Ольгинської сільської ради.
Населення — 124 особи (2021; 189 у 2009, 301 у 1999, 352 у 1989).
Національний склад станом на 1989 рік:
- росіяни — 63 %.